# ОМШ „Миленко Живковић” Параћин
ОМШ „Миленко Живковић” у Параћину је основна музичка школа која званично почиње са радом 1953. године као самостална школа.

## Историјат
По оснивању због недостатка наставног кадра 1956. године прелази са радом као истурено одељење школе у Ћуприји. Године 1963. на Радничком универзитету отвара се музичка школа којом управља Јован Милосављевић, наставник музике и композитор. По изласку првог закона о основним музичким школама, школа се 1. јануара 1975. године верификује као самостална музичка установа. Школа са именом композитора и декана Музичке академије у Београду, Миленка Живковића, добија зграду преко пута цркве у којој ради све до њеног рушења 1992. године.
Првих година рада, школу похађа око 60 ученика на следећим одсецима: клавир, хармоника и гитара. Јован Милосављевић је први директор школе који је уједно био и наставник солфеђа и хармонике. Наставници клавира Гордана Радаковић Цветичанин, Југослав Симић, Драгица Станојевић, Споменка Јовановић, као и наставници хармонике Митић Вера, Милосављевић Томислав, Милосављевић Надежда, Димитријевић Добринка и Николић Драган, наставник гитаре постављају темеље музичког образовања и културе.
Школа се осамдесетих година 20. века развија и проширује отварањем одсека виолине, флауте и кларинета.

## Школа данас
Школа своју делатност обавља у згради која представља споменик културе. У школи постоји шест одсека на којима се изучава десет инструмената: клавирски одсек, одсек хармонике, гудачки одсек (виолина и виолончело), дувачки одсек (флаута, саксофон, труба и кларинет), трзачки одсек (гитара) и одсек соло певања. Школа располаже стручним наставним кадром за све области као и богатим инструменталним фондом. У школи ради 26 наставног и 7 ненаставног особља, док наставу годишње похађа око 260 ученика и око 25 полазника музичког забавишта.
Крајем јануара 2023. за в. д. директора школе именована је Симонида Пешић.